# On ne tue pas les pauvres types
On ne tue pas les pauvres types est une nouvelle policière de Georges Simenon écrite à Sainte-Marguerite-du-Lac-Masson (Québec), au Canada, à 5 500 km de Paris où se déroule l'action. Datée du 15 avril 1946, elle est publiée dans le recueil de quatre nouvelles paru en 1947 aux Presses de la Cité sous le titre générique Maigret et l'Inspecteur malgracieux . 
L'intrigue se déroule en France, à Paris. Un jour d'été, Maigret est appelé dans un logement banal de la rue des Dames : un homme à l'allure tout ce qu'il y a de plus quelconque était en train de se déshabiller devant la fenêtre ouverte avant de se coucher quand il a été abattu d'un coup de carabine. Pour quelle raison a-t-on bien pu tuer ce « pauvre type » qui menait une petite vie tranquille et médiocre ?

## Personnages
- Maurice Temblet : victime, tué par balle, petit-bourgeois.
- Mme Temblet.
- Francine Temblet : la fille du défunt.
- Olga : la maîtresse de Temblet.
- Théodore : employé.

## Résumé

### Début du roman
Par une chaude journée d’été, Maigret est appelé pour une affaire de meurtre rue des Dames, dans le 17e arrondissement de Paris, un quartier de « petites gens » du nord-est de Paris. Ils interrogent la veuve, hagarde, une mère de famille, femme au foyer, âgée d’environ 45 ans, qui leur raconte que son mari Maurice Temblet a été abattu par une fenêtre ouverte, la veille, juste avant d’aller se coucher. On découvre qu’un inconnu avait loué une chambre dans une pension de famille de la maison en face et que le mort travaillait comme caissier dans une passementerie de la rue du Sentier dans le 2e arrondissement. Pour Maigret, le profil du mort, un petit-bourgeois, qui semble avoir mené une vie discrète et régulière, ne correspond pas à celui d’une victime d’un assassinat délibéré. « On ne tue pas les pauvres » ne cesse de se dire l’inspecteur. Maigret se rend ensuite rue du Sentier pour visiter l’ancien lieu de travail du défunt. Il y apprend que depuis sept ans Temblet ne travaillait plus pour la société. Maigret reconstitue le début d’une journée ordinaire de la victime : chaque matin à huit heures et demie, Temblet quitte la maison en direction du Boulevard des Batignolles pour prendre le Métro. Des recherches montrent que sur la ligne 3, qui va de la Porte de Champerret à la Porte des Lilas, il y a aussi un grand magasin Prisunic rue Réaumur où travaille la fille de Temblet.

### Enquête
Le lendemain matin, sur le quai des Orfèvres, Maigret interroge Francine, la fille du défunt qui se rendait au travail par le même itinéraire que son père. Il lui demande donc si elle n’a jamais rien remarqué de suspect et remarque que cette petite vendeuse porte des vêtements couteux et des boucles d’oreilles en or véritable. Un appel au grand magasin Prisunic lui apprend que la fille de Temblet n’y travaille plus depuis trois mois, alors il approfondit son enquête. Elle finit par lui avouer qu’un jour elle a suivi son père après avoir appris qu’il ne travaillait plus dans l’entreprise de la rue de Sentier, mais ce dernier avait vite remarqué que sa fille était sur ses traces. Comme il ne voulait pas que sa fille travaillât, il lui a dit qu’il avait pour elle un bien meilleur emploi. Ils se rencontraient régulièrement sur les bords de la Seine, il lui offrait les boucles d’oreilles coûteuses et lui donnait autant d’argent qu’elle en gagnait au grand magasin. Mais elle ne pouvait pas savoir d’où son père tirait cet argent et ce qu’il faisait toute la journée.
Maigret interroge ensuite un marchand d’oiseaux, celui-ci se souvient que Temblet, qui se faisait appeler monsieur Charles, était l’un de ses meilleurs clients. Il lui avait acheté environ 300 canaris. Entretemps arrive le rapport du médecin légiste qui montre que le meurtrier était un tireur assez peu adroit, il avait tiré avec un fusil à air comprimé et Temblet en quelque sorte « n’avait pas eu de chance ». Maigret et Lucas essaient de savoir ce que depuis sept ans Temblet faisait toute la journée. Soudain, il vient à l’esprit de Maigret que Mme Temblet avait signalé que son mari « ne supportait pas le bruit ». C’est alors qu’un clochard se présente à la police judiciaire et affirme que Temblet vivait dans une petite maison sur le quai de la Gare, au sud-est de la ville, et que tous les matins il allait pêcher sur les bords de la Seine. Maigret et Lucas fouillent cette maison, qui contient de nombreuses volières et quelques meubles de peu de valeur, mais ils ne trouvent pas l’argent avec lequel Temblet a vécu pendant sept ans. Maigret décide de passer la nuit dans la maison. Entretemps, Olga, la maitresse de Temblet, s’est présentée à la police ; elle affirme que Temblet voulait s’installer avec elle à la campagne. Peu à peu, cependant, elle commençait à le trouver ennuyeux. Comme la recherche de l’argent ne donne rien, Maigret fait surveiller la maison sur le quai.

### Fin du roman
Un matin, un serveur se présente à la police et déclare que Temblet jouait régulièrement au billard dans une brasserie du boulevard Saint-Germain, souvent accompagné d’un homme roux et maigre appelé Théodore. Maigret demande à l’ancien employeur de Temblet, si quelqu’un connaît ce Théodore. On découvre qu’il travaillait comme coursier dans l’entreprise, mais qu’il a été renvoyé voici quelques années parce qu’on ne pouvait pas avoir confiance en lui. Une nuit, ce Théodore tente de pénétrer dans la maison sur le quai ; on le maîtrise et il avoue le crime ; il aurait été agacé par l’avarice de Temblet, l’aurait poursuivi et aurait découvert sa double vie. C’est par colère qu’il l’a abattu. C’est seulement quelques années plus tard que l’argent est découvert : il s’agissait en fait d’un des gros lot gagné à la Loterie nationale que Temblet avait caché à tout le monde.

## Éditions
- Prépublication dans le mensuel Les Œuvres libres, nouvelle série, n° 19, juillet 1947
- Édition originale : Presses de la Cité, 1947
- Tout Simenon, tome 2, Omnibus, 2002  (ISBN 978-2-258-06043-2)
- Tout Maigret, tome 10, Omnibus,  2019  (ISBN 978-2-258-15349-3)

## Adaptations
- 1966 : Non si uccidono i poveri diavoli, téléfilm italien réalisé par Mario Landi, avec Gino Cervi (Maigret).
- 2000 : Maigret voit double, épisode 32 de la série télévisée française Maigret réalisé par François Luciani, avec Bruno Cremer (Maigret).